# Liew Daren
Liew Daren (6 de agosto de 1987) es un deportista malasio que compitió en bádminton. Ganó una medalla de bronce en el Campeonato Mundial de Bádminton de 2018 en la prueba individual.

## Palmarés internacional
| Campeonato Mundial | Campeonato Mundial | Campeonato Mundial | Campeonato Mundial |
| Año                | Lugar              | Medalla            | Prueba             |
| ------------------ | ------------------ | ------------------ | ------------------ |
| 2018               | Nankín (China)     | Medalla de bronce  | Individual         |